# Hadena differenciata
Hadena differenciata là một loài bướm đêm trong họ Noctuidae.